# Arta (namn)
Arta är ett kvinnonamn med albanskt ursprung med betydelsen guld från albanska ordet artë.
Den 31 december 2014 fanns det totalt 157 kvinnor folkbokförda i Sverige med namnet Arta, varav 151 bar det som tilltalsnamn.

## Personer
- Arta Bajrami (1980–), kosovoalbansk sångerska
- Arta Dade (1953–), en albansk politiker